# Vibra São Paulo
UnimedHall est une salle de concerts située à São Paulo, Brésil. Elle fut inaugurée en 2000, avec une capacité d'environ 7 000 places assises. 
Elle est considérée comme l'une des plus grandes salles de concerts du Brésil mais également l'une des plus grandes d'Amérique latine.
Le 60e anniversaire du concours de Miss Univers s'y déroula le 12 septembre 2011.
Parmi les artistes internationaux qui sont passés par la scène du Credicard Hall, on retiendra entre autres Laura Pausini qui y fit une ou plusieurs représentations lors de ses différentes tournées de 2001 à 2012, Mark Knopfler (ex- Dire Straits), Keane, Jamiroquai, Scorpions, Alanis Morissette, Bob Dylan, Avril Lavigne, Pet Shop Boys, Chris Brown, Deep Purple, Rammstein ou encore Simple Plan. 
Le 21 avril 2013, Super Junior fut quant à lui le premier artiste coréen à organiser un concert solo au Credicard Hall de São Paulo dans le cadre de sa tournée mondiale.